# بطولة جي بي 2 آسيا البحرين فبراير 2010
بطولة جي بي 2 آسيا البحرين فبراير 2010 هي سباق سيارات أحادية المقعد على مستوى قارة آسيا أقيمت ضمن الجولة الثالثة من موسم 2009-2010. عقد من 26 إلى 27 فبراير 2009 في حلبة البحرين الدولية في الصخير بالبحرين جنبا إلى جنب مع بطولة بطولة الصحراء 400. كانت هذه الجولة ضمن جولتين تستضيفهما البحرين ضمن موسم 2009-2010. لم يتم استخدام التخطيط المستخدم لهذا السباق على الحدث التالي لأنه بمثابة سباق دعم للفورمولا واحد.